# Lloyd Gough
Lloyd Gough, nato Michael Gough (New York, 21 settembre 1907 – Los Angeles, 23 luglio 1984), è stato un attore statunitense.

## Vita privata
Dal 1943 fino alla sua morte nel 1984 fu sposato con l'attrice Karen Morley.

## Filmografia parziale

### Cinema
- Anima e corpo (Body and Soul), regia di Robert Rossen (1947)
- Dietro la maschera (Black Bart), regia di George Sherman (1948)
- Erano tutti miei figli (All My Sons), regia di Irving Reis (1948)
- La signora del fiume (River Lady), regia di George Sherman (1948)
- L'ultima sfida (The Babe Ruth Story), regia di Roy Del Ruth (1948)
- Un sudista del Nord (A Southern Yankee), regia di Edward Sedgwick (1948)
- Quel meraviglioso desiderio (That Wonderful Urge), regia di Robert B. Sinclair (1948)
- Tulsa, regia di Stuart Heisler (1949)
- Tensione (Tension), regia di John Berry (1949)
- La gabbia di ferro (Outside the Wall), regia di Crane Wilbur (1950)
- Viale del tramonto (Sunset Boulevard), regia di Billy Wilder (1950)
- La setta dei tre K (Storm Warning), regia di Stuart Heisler (1951)
- Rodolfo Valentino (Valentino), regia di Lewis Allen (1951)
- The Scarf, regia di Ewald André Dupont (1951)
- L'investigatore (Tony Rome), regia di Gordon Douglas (1967)
- Squadra omicidi, sparate a vista! (Madigan), regia di Don Siegel (1968)
- Ucciderò Willie Kid (Tell Them Willie Boy Is Here), regia di Abraham Polonsky (1969)
- Per salire più in basso (The Great White Hope), regia di Martin Ritt (1970)
- Azione esecutiva (Executive Action), regia di David Miller (1973)
- Terremoto (Earthquake), regia di Mark Robson (1974)
- Il prestanome (The Front), regia di Martin Ritt (1976)
- Visite a domicilio (House Calls), regia di Howard Zieff (1978)

### Televisione
- Il reporter (The Reporter) – serie TV, episodio 1x02 (1964)
- Il ragazzo di Hong Kong (Kentucky Jones) – serie TV, episodio 1x06 (1964)
- Ben Casey – serie TV, 4 episodi (1964-1966)
- Il Calabrone Verde (The Green Hornet) – serie TV, 26 episodi (1966-1967)
- Iron Horse – serie TV, episodio 2x01 (1967)
- Una famiglia... si fa per dire (Accidental Family) – serie TV, episodio 1x13 (1967)
- Cannon – serie TV, 2 episodi (1972-1975)
- Barnaby Jones – serie TV, 2 episodi (1979)
- Quincy (Quincy, M.E.) – serie TV, 2 episodi (1982)